# Cephalanthera austiniae
Cephalanthera austiniae ist eine Pflanzenart aus der Gattung der Waldvöglein (Cephalanthera) in der Familie der Orchideen (Orchidaceae). Heimisch ist sie in den westlichen USA und in Kanada, es ist die einzige Art der Gattung Cephalanthera außerhalb von Europa und Asien und eine von drei Arten, die völlig von der symbiotischen Mykorrhiza als Ernährung abhängig ist. Sie wurde zu Ehren der amerikanischen Botanikerin Rebecca Merritt Austin benannt, die den Typusbeleg gesammelt hatte.

## Beschreibung
Die Pflanze erreicht eine Wuchshöhe von 19 bis 65 cm und ist rein weiß gefärbt. Die Blätter sind anfangs rein weiß und werden später braun. Sie sind zu trockenhäutigen, scheidigen, bis 10 cm langen Schuppenblättern zurückgebildet, die oberen sind kleiner.
Im Blütenstand sind die unteren, ebenfalls trockenhäutigen Tragblätter oft noch blattähnlich, die oberen meist zurückgebildet, lanzettlich, zugespitzt. Die Blüten stehen schräg ab, sind halb geöffnet, von weißer Färbung und besitzen Vanillegeruch. Die Kelchblätter (Sepalen) erreichen eine Größe von 12 bis 20 × 4 bis 7 mm und haben eine lanzettlich-elliptische Form mit verbreitertem Grund und stumpfer bis spitzlicher Spitze. Sie sind nach vorne gebogen, berühren sich aber gegenseitig nicht. Die seitlichen Kronblätter (Petalen) sind verkehrtlanzettlich, gebogen, 10 bis 17 × 3 bis 6 mm groß und mit dem rückenständigen Kelchblatt verbunden. Die Lippe misst 8 bis 12 × 9 bis 14 mm und ist dreilappig. Sie ist durch eine Einschnürung in ein Hypochil und ein Epichil geteilt. Das Hypochil ist am Grund ausgesackt, seine Seitenlappen umgeben die Säule. Das Epichil ist herabgebogen, die Oberseite in der Mitte gelb gefärbt und besitzt verdickte, parallel angeordnete Lamellen. Die Kapselfrüchte sind 15 × 10 mm groß, aufrecht und im Umriss elliptisch-verkehrtlanzettlich.

## Verbreitung
Cephalanthera austiniae gedeiht auf mineralischen Böden in feuchten bis trockenen Nadelwäldern. Höhenlagen zwischen 0 und 2200 Meter können besiedelt werden.
Das Verbreitungsgebiet liegt im Westen Nordamerikas in den US-Bundesstaaten Kalifornien, Idaho, Oregon und Washington sowie im südlichen British Columbia in Kanada.

## Ökologie
Diese mykoheterotrophe Orchideenart hat kein Chlorophyll, also stellt sie für sich keine Energie aus Sonnenlicht her. Stattdessen lebt sie heterotroph von Pilzen, an denen sie parasitiert.

## Taxonomie
Cephalanthera austiniae wurde 1876 als Chloraea austiniae von Asa Gray in Proceedings of the American Academy of Arts and Sciences, Band 12, Seite 83 erstbeschrieben. Die Art wurde 1885 von Heinrich Gustav Reichenbach in Bulletin du Congres International de Botanique et d'Horticulture à St. Pétersbourg Band 1884, Seite 57 als Cephalanthera austiniae (A.Gray) Rchb.f. in die Gattung Cephalanthera gestellt. Das Art-Epitheton ehrt die Entdeckerin der Pflanze Mrs. R.M.Austin.